# 博里纳日

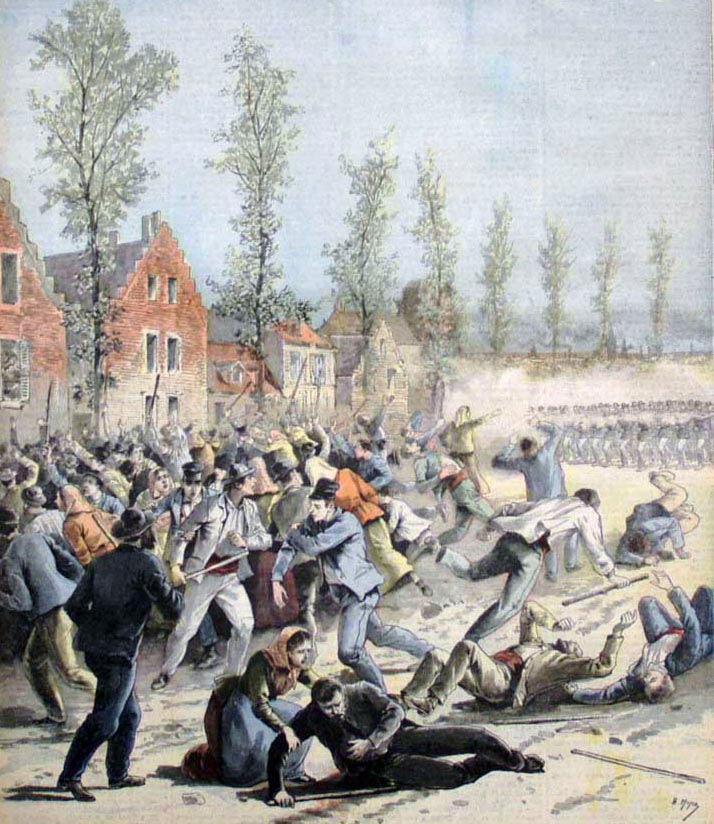
1893年4月17日，罢工的博里纳日人（来自热马普）被蒙斯的公民护卫队杀死（《小日报》，1893年5月）

博里纳日（法語：Borinage，法語發音：[bɔʁinaʒ]）是比利时瓦隆大区埃諾省的一个地区，位于蒙斯西部和西南部。该地区是瓦隆工业地带和比利时总罢工的象征，许多罢工发生在博里纳日。根据马塞尔·利布曼的说法，1893年比利时总罢工就是由博里纳日人发起的。